# Chen Lin (dinastia Han)
|  | Per altres persones anomenades igual, vegeu Chen Lin |

En aquest nom xinès, el cognom és Chen.
Chen Lin (mort el 217), nom estilitzat Kongzhang (孔璋), va ser un ministre durant el període de la tardana Dinastia Han Oriental de la història xinesa història xinesa. Chen fou un dels "Set Erudits de Jian'an" i originalment havia servit sota General en cap He Jin en la cort imperial.

## Biografia
D'acord amb els Registres dels Tres Regnes de Chen Shou, tractà dissuadir a He Jin de formar un exèrcit fora de la ciutat capital de Luoyang per intimidar als Deu Assistents Regulars, un grup d'eunucs que controlaven la cort imperial. Ell va dir: "Actuant d'aquesta manera no hi ha cap diferència amb encendre un forn per cremar un bri de cabell" (以此行事，无异于鼓洪炉以燎毛发). Això no obstant, He Jin no va fer cas dels seus consells i Chen Lin es va veure obligat a fugir a la Província de Ji (xs: 冀州), on va treballar com a secretari pel senyor de la guerra Yuan Shao.
Chen Lin va assolir la fama quan va escriure una declaració de guerra de Yuan Shao a Cao Cao, enumerant les raons per la subseqüent campanya contra Cao, la qual finalment va culminar en la batalla de Guandu. Al Romanç dels Tres Regnes de Luo Guanzhong, es mostrava Cao tenint un mal de cap abans d'assabentar-se de la declaració, però quan se la llegiren el seu mal de cap va desaparèixer després d'escoltar-la. Després de la derrota de Yuan Shao, Chen va ser capturat per Cao, i aquest últim el va reprendre per insultar als seus avantpassats i ancestres en la declaració que havia escrit. No obstant això, Cao va perdonar-li la vida a Chen i el va donar instruccions de llegir la declaració de nou davant la tomba de Yuan.
Chen va ser nomenat més tard com a funcionari per servir a Cao Cao, ja que Cao admirava el seu talent literari. Cao va dir una vegada: "Llegir els escrits de Chen Lin cura els meus mals de cap molt millor que altres coses." Res sobre Chen va quedar enregistrat en la història a partir de llavors.